# Wine Colored Roses (chanson)
Singles de George Jones
Somebody Wants Me Out of the Way
(1986) The Right Left Hand
(1987)
Wine Colored Roses est un single de l'artiste américain de musique country George Jones. Il est sorti en septembre 1986, c'est le premier single extrait de l'album Wine Colored Roses.

## Réception

### Réception commerciale
La chanson a atteint la 10e position du hit-parade Billboard Hot Country Singles.

## Positions dans les hits-parade
| Hit-parade (1986)                  | Position |
| ---------------------------------- | -------- |
| U.S. Billboard Hot Country Singles | 10       |
| Canadian RPM Country Tracks        | 13       |